# 그린랜드 그룹 쑤저우 센터
그린랜드 그룹 쑤저우 센터는 중국 쑤저우에 공사중인 마천루로 그린랜드 그룹 쑤저우 지사로 건설된다. 특징은 중층부, 상층부 옆부분, 지붕 부분이 유리로 되어있어 뚫려있는 것처럼 보인다.

## 같이 보기
- 중화인민공화국의 마천루 목록